# فرودگاه مادستو سیتی-کانتی
فرودگاه مادستو سیتی-کانتی (به انگلیسی: Modesto City-County Airport) (به زبان بومی: Harry Sham Field) یک فرودگاه همگانی با کد یاتا MOD است که یک باند فرود آسفالت دارد و طول باند آن ۱۸۰۲ متر است. این فرودگاه در شهر مودستو، کالیفرنیا کشور ایالات متحده آمریکا قرار دارد و در ارتفاع ۲۹٫۶ متری از سطح دریا واقع شده‌است.